# Darbhanga (stad)

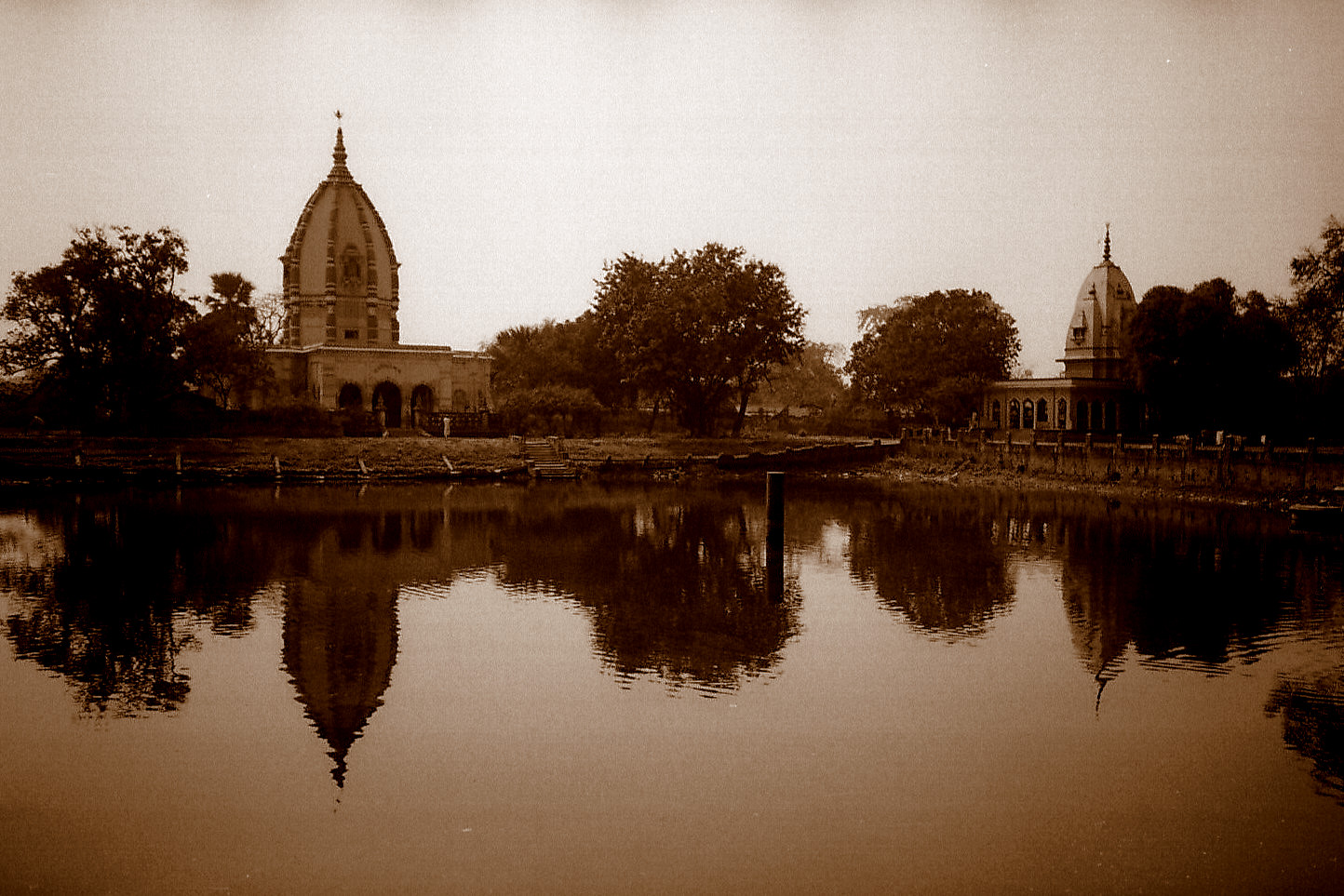
Tempels in Darbhanga

Darbhanga is een stad in de Indiase staat Bihar. Darbhanga is de hoofdstad van het gelijknamige district. De stad ligt zo'n 70 km ten noorden van de Ganges en zo'n 100 km ten noordoosten van Patna, de hoofdstad van Bihar. De stad ligt zo'n 50 km van de noordelijke grens van India met Nepal. Darbhanga is de op vier na grootste stad van de staat Bihar, met bij de census van 2011 296.039 inwoners.

## Demografie
Volgens de Indiase volkstelling van 2011 wonen er 296.039 mensen in Darbhanga, waarvan 52,6% mannelijk en 47,4% vrouwelijk is. De plaats heeft een alfabetiseringsgraad van 79% (85% bij mannen, 73% bij vrouwen).